# Descalcificador de agua

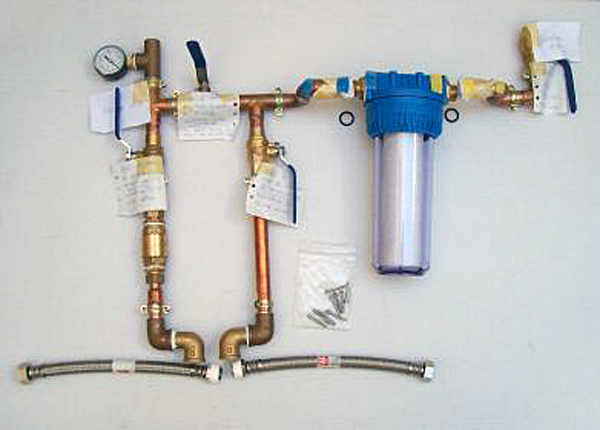
Descalcificador de agua químico.

El descalcificador o ablandador de agua es un aparato que, por medios mecánicos o químicos, trata el agua para reducir el contenido de sales minerales. 
El agua con alto contenido de sales de calcio o magnesio (agua dura) tiende a formar incrustaciones minerales en las paredes de las tuberías. En algunos casos bloquean casi la totalidad de la sección del tubo.
Las sales se adhieren con más frecuencia a las tuberías de agua caliente así como a las superficies de las máquinas que trabajen o produzcan agua caliente. Un ejemplo de esto son las cafeteras y los calentadores de agua. El calcio y magnesio al adherirse a las resistencias calentadores forma una capa que evita el contacto del agua con las resistencias, causando un sobrecalentamiento y la ruptura de la resistencia. 
Las aguas duras, cuando entran en contacto con el jabón, reducen su capacidad de crear espuma, obligando a aumentar el tiempo de uso. Los detergentes también son afectados, forzando a emplear mayor concentración del producto para cumplir con su misión de lavado.
La corrosión galvánica empeora en presencia de los iones de estos metales. Las paredes de un calentador se corroen con mayor velocidad obligando a cambiar con mayor frecuencia los ánodos de sacrificio.

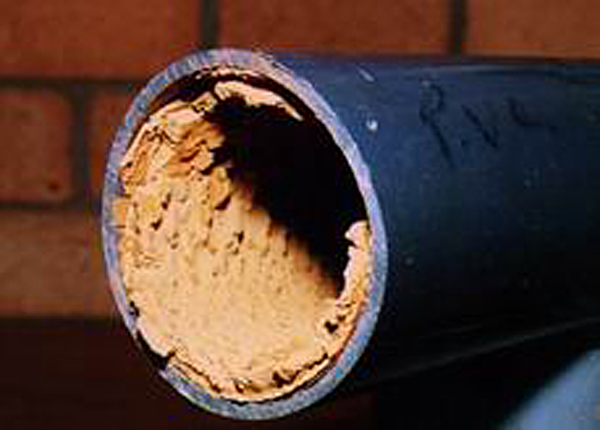
Incrustaciones minerales en tubería de PVC.

La dureza del agua (los iones de cal que hay en el agua) se puede medir en Grados Franceses, ºHf, así pues, se entiende que se trata de agua blanda cuando hablamos de 0ªHf a 12ªHf, a partir de los 18.ª Hf se entiende que el agua es dura (con mucha cal).

## Tipos de descalcificadores

### Mecánicos
Los equipos de osmosis inversa funcionan haciendo pasar el agua a través de una membrana semipermeable al aplicar altas presiones. El agua pura atraviesa la membrana dejando atrás todas las partículas minerales e impurezas. La presión está determinada por la clase de membrana que se esté utilizando.
Estos equipos son diseñados para purificar el agua de beber. La constante limpieza de las membranas y la baja capacidad de producción de agua los hace poco prácticos para el consumo total de una vivienda. Aunque existen versiones industrial para manejo de grandes caudales.

### Químicos
El agua se hace circular por un racor con zeolita (un compuesto químico de sales de sodio o potasio). Los iones de calcio y magnesio reemplazan los iones de sodio o potasio. El sodio o potasio liberado no se adhiere a las paredes de las tuberías ni reacciona con el jabón, solucionando ambos problemas. 
Después de un tiempo el sodio es reemplazado completamente por calcio o magnesio y deja de suavizar el agua. En este momento es necesario reemplazar el cartucho o las pastillas de zeolita por unas nuevas. Existen equipos que permiten hacer una regeneración química de la zeolita.

### Electrónicos (sin resultado)[1]

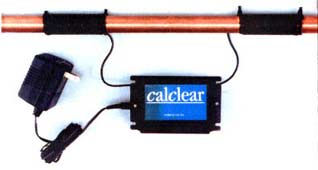
Aparente descalcificador, de uso doméstico, instalado en tubería de cobre. Típico en anuncios de productos-engaño

Desde hace unos años se comercializan unos aparatos electrónicos que aseguran tratar el agua para evitar las formaciones de calcio en las tuberías. Según los distribuidores, el efecto se genera creando un fuerte campo magnético que atraviesa la tubería por donde circula el agua que se quiere tratar. Los impulsos de este campo magnético afectan los cristales de calcio modificando su estructura molecular para que se mantengan en suspensión y no se fijen a las paredes de las tuberías. 
No hay evidencia científica de su eficacia, aunque se siguen comercializando. Los certificados y homologaciones de estos equipos se refieren únicamente a la seguridad y estandarización de las conexiones, no a su eficiencia.

### Catalíticos
El mecanismo de acción se basa en la aleación especial de metales utilizada en los dispositivos, así como en la turbulencia y los cambios de presión causado por el diseño especial del equipo. Aprovechando el aumento del pH generado por la aleación para inducir la precipitación del carbonato de calcio en el seno del agua en forma de cristales estables de aragonita de muy pequeño tamaño {menor a 0.5 μm) el equipo actúa como un catalizador. De esta forma, los "coloides" formados no tienen posibilidad de depositarse y formar incrustaciones ni de aglutinarse entre ellos por lo que son arrastrados por el flujo de agua pasando inofensivamente por equipos y cañerías, teniendo el efecto secundario de desincrustar los depósitos de sarro ya formados.
Los equipos catalíticos son vendidos alrededor del mundo desde hace 40 años y son utilizados por empresas como Coca Cola, Procter&Gamble, Nestle y recientemente han sido aprobados por el gobierno de Estados Unidos.